# 1945 (szám)
Az 1945 (római számmal: MCMXLV) az 1944 és 1946 között található természetes szám.

## A matematikában
A tízes számrendszerbeli 1945-ös a kettes számrendszerben 11110011001, a nyolcas számrendszerben 3631, a tizenhatos számrendszerben 799 alakban írható fel.
Az 1945 páratlan szám, összetett szám, félprím. Kanonikus alakja 51 · 3891, normálalakban az 1,945 · 103 szorzattal írható fel. Négy osztója van a természetes számok halmazán, ezek növekvő sorrendben: 1, 5, 389 és 1945.
Az 1945 hatvan szám valódiosztóösszeg-függvényeként áll elő, ezek közül legkisebb a 6935.